# Аня Губер
Аня Губер (нім. Anja Huber, 20 травня 1983) — німецька скелетоністка, призер Олімпійських ігор, чемпіонка світу.
Аня Губер розпочала брати участь у змаганнях із скелетону в 2003. Найбільшого успіху вона досягла на чемпіонаті світу в Альтенбергу, де виборола дві золоті медалі — у змаганнях жінок і в міксті, командному змаганні, куди входить бобслей і скелетон.
На Туринській олімпіаді Аня була восьмою, а у Ванкувері здобула бронзові олімпійські медалі.